# 玉簾の滝 (山形県)
玉簾の滝（たますだれのたき）は、山形県酒田市にある滝。
十二滝（酒田市）、二ノ滝（飽海郡遊佐町）とともに飽海三名瀑に数えられている。

## 概要
弘法大師（空海）が神のお告げにより発見し、命名したとされる滝である。落差は63mで、段差のない直瀑の滝としては山形県内一の高さである。
滝の岩は東北地方のほとんどが海底にあった時代に噴出した溶岩が固まったものとされている。かつては山岳宗教の修験場であり、滝の前には御嶽神社が祀られている。冬季間も滝を見ることができ、例年1月中旬に滝は凍り、氷瀑を見ることができる。
1999年よりゴールデンウィーク期間と夏休み期間のみ玉簾の滝のライトアップを実施している。かつては冬の時期もライトアップをしていたが、2013年より行っていない。2019年より照明器具の更新や遊歩道整備などの費用確保のため、自治会が来場者に1人100円の協力金をライトアップ時間中呼び掛けている。

## アクセス
- 車
  - JR酒田駅から40分。
  - 日本海東北自動車道酒田みなとICから約30分。

駐車場あり（普通車47台、大型車4台）
- 駐車場から玉簾の滝までは約450メートルあり、遊歩道を歩いていかなければならない。
- 冬季間は土日祝日のみ玉簾の滝までの道路が除雪される。ただし、遊歩道は除雪作業が行われないため注意。